# Володша Давыдович
Володша Давыдович (ум. до 1180) — изяславский князь из полоцкой ветви Рюриковичей, сын Давыда Всеславича.

## Биография
Впервые упоминается Ипатьевской летописью под 1159 годом, когда вместе с братом  Брячиславом княжил в  Изяславле. По словам Татищева, в этом году после нападения Глебовичей на Изяславль, Володша был отправлен в Минск в плен, а Брячислав закован в кандалы и оставлен в городе. В 1160 г. во время похода на Минск полоцкий князь Рогволод Борисович освободил братьев . В 1180 году в походе на Друцк участвовал  Андрей Володшич — вероятно, сын Володши. По мнению некоторых историков (Н. М. Карамзин, М. П. Погодин, Строев, О. М. Рапов), Володша — сын полоцкого князя  Василько Святославича. По словам Н. И. Ермоловича, в  Хронике Ливонии Генриха Латвийского, Володша упоминается под именем полоцкого князя Вальдемара, который позволил монаху Мейнарду проповедовать среди ливов и послал подарки. По данным «Хроники Ливонии», этот князь умер в 1216 году.

## Потомки
Помимо Андрея Володшича, сыном Володши мог быть княжич Брячислав (ум. до 1180), отец княжичей Изяслава и Василько (ум. после 1180), о жизни которых ничего неизвестно.